# Dobrolewo
Dobrolewo (bułg. Добролево) – wieś w Bułgarii, w obwodzie Wraca, w gminie Borowan. Według danych szacunkowych Ujednoliconego Systemu Ewidencji Ludności oraz Usług Administracyjnych dla Ludności, 15 września 2023 roku miejscowość liczyła 892 mieszkańców.